# Radio Trípoli Discos
Radio Trípoli Discos, simplement Radio Trípoli, ou Trípoli Discos en 1992, est un label indépendant argentin. Fondé en 1988 par Walter Kolm et Sergio Fasanelli, le label reste en activité jusqu'à sa dissolution en 1994, après une proposition visant à le fusionner à Universal Music Latino.

## Histoire
Radio Trípoli Discos est à l'origine le précurseur de la deuxième vague punk rock en Argentine à la fin des années 1980, incitant plusieurs groupes à lancer leurs premiers albums. Le nom du label est un hommage à Muammar Kaddafi (leader libyen et auteur de The Green Book) et à la capitale Tripoli. De nombreux groupes et artistes importants de la scène argentine y ont effectué un ou plusieurs passages ; ils incluent notamment Sentimiento Incontrolable, Massacre Palestina (désormais Massacre), Javier Calamaro, Los Auténticos Decadentes, Los Visitantes, Bersuit Vergarabat, Memphis la Blusera, Hermética, Perfectos Idiotas (anciennement Karamelo Santo) et Comando Suicida.
Tripoli deviendra le label qui attribuera une nouvelle identité à un certain nombre de groupes qui transitent dans la scène underground de Buenos Aires entre la fin des années 1980 et le début des années 1990. C'est avec ce label que des groupes de heavy metal, comme Attaque 77 et Flema, attirent l'intérêt du public. Plus tard, le label se consacrera à ses dernières années à la sortie d'albums de groupes hors des frontières argentines. Le label disparait lentement jusqu'à fusionner définitivement avec la société Universal Music Latino.